# Stopplaats Schietbanen De Pan
Schietbanen De Pan was een stopplaats aan de voormalige spoorlijn Bilthoven - Zeist en werd gebruikt voor de aanvoer van militaire goederen. Vanaf 1912 werd het ook gebruikt voor de aanvoer van reservisten voor het Kamp De Pan bij De Bilt.
De stopplaats was in gebruik van 1904 tot 1908 en van 1912 tot 1919
0: Bilthoven ·
1: Schietbanen De Pan ·
3: Bosch en Duin ·
4: Huis ter Heide ·
7: Zeist
Abcoude · 
Amersfoort:
-Centraal · 
-Schothorst · 
-Vathorst · 
Baarn · 
Bilthoven · 
Breukelen · 
Bunnik · 
Den Dolder · 
Driebergen-Zeist · 
Hoevelaken · 
Hollandsche Rading ·
Houten · 
-Castellum · 
Leerdam · 
Maarn · 
Maarssen · 
Rhenen · 
Soest · 
-Zuid · Soestdijk · 
Utrecht:
-Centraal · 
-Leidsche Rijn · 
-Lunetten · 
-Maliebaan · 
-Overvecht · 
-Terwijde · 
-Vaartsche Rijn · 
-Zuilen · 
Veenendaal: 
-Centrum · 
-West · 
Vleuten · 
Woerden
Voormalige stations: zie de lijst van voormalige spoorwegstations in Utrecht